# ديفيد يانسي
ديفيد يانسي هو سياسي أمريكي، ولد في 6 أبريل 1972 في نيوبورت نيوز في الولايات المتحدة. نشط حزبياً في الحزب الجمهوري. وقد انتخب عضو مجلس نواب فرجينيا ‏ عن دائرة Virginia's 94th House of Delegates district ‏.